# وظيفة (صوفية)
الوظيفة في الصوفية هي تَرنيمة [الإنجليزية] منتظمة يمارسها المريدون وتتكون من آيات قرآنية وأحاديث وأدعية مختلفة.

## الكيفية
وقد ورد في طقوس الصوفية المختلفة أن من أهم دعواتهم الذكر والأوراد اليومية والأسبوعية الفردية أو الجماعية المعروفة بالوظيفة. وهذه الوظيفة تشير فقط إلى الجزء من هذه الطقوس المخصص لاستحضار الصفات العليا لله تعالى.
على سبيل المثال، تلعب الأغاني والقافية أيضًا دورًا رئيسيًا في هذه الوظيفة وتوفر جسرًا واتصالًا بالممارسة الصوفية المتمثلة في تلاوة أسماء الله التسعة والتسعين مع التأمل في معناها.
لكل طريقة في التصوف قواعد خاصة بالصلاة الجماعية، تتضمن الحد الأدنى لعدد الأشخاص المطلوب لإنشاء مجموعة، والتي عادة ما تكون أربعة مريدون.
في هذه التجمعات التلوية، يجتمع التلاميذ يوميًا أو أسبوعيًا لأداء الذكر الجماعي، وهو نوع من الاجتماعات يُعرف باسم حلقة الوظيفة.

## الشروط
هناك عدة شروط لكي يأتي التلاوة الجماعية للوظيفة بثمارها الصوفية:
- حضور وحضور جميع المريدين المعتادين على الطقوس؛ [7]
- تجمع القراء على شكل حلقة؛
- الصلاة جهراً من خلال القراءة الشفهية لجميع أجزاء الوظيفة؛
- التمكن الحرفي واللحني وإتقان الذكر .

وفي الطريقة التيجانية إذا كان القراء رجالاً ولم يكن بينهم مقدم ثابت فإن هؤلاء المريدين يستطيعون أن يختاروا من بينهم رجلاً يبادر لهم بالوظيفة.

## الزمان
أفضل وقت لممارسة الوظيفة الصباحية يتراوح من صلاة الفجر إلى صلاة الضحى ويمكن أن يستمر حتى الظهر.
أما بالنسبة لوظيفة المساء، فإن الوقت المفضل هو من صلاة العصر بعد الظهر إلى صلاة العشاء في الليل.
وخاصة في فصل الصيف عندما تكون الليالي قصيرة، فإن الجدول المحتمل للوظيفة الليلية يمكن أن يمتد من غروب الشمس حتى فجر اليوم التالي.

## الممارسة
إن ممارسة وأداء الوظيفة أمر متطور للغاية ودقيق بين المؤمنين والمريدين في الطرق الصوفية.
هذه التراتيل تُكلف بها التلميذ من قبل شيخه كواجب يومي أو أسبوعي، وتُصمم له وفقًا لاستعداداته وقدراته على التسامي الروحي.
يتضمن هذا الواجب المتمثل في التلاوة عمومًا الشهادة والاسم الأعظم الله أو بديله "هو".

## طالع أيضًا
- وظيفة زروقية
- دعاء
- الذكر
- ورد
- الورد اللازم
- صلاة الفاتح

## روابط خارجية
- Wazifa of the Shadhiliyya order على يوتيوب
- Wazifa of the Qadiriyya order على يوتيوب
- Wazifa of the Belkaïdiyya order على يوتيوب
- Wazifa of the Tijaniyya order على يوتيوب
- Wazifa of the Boudechichiyya order على يوتيوب